# Taguchi Gen’ichi

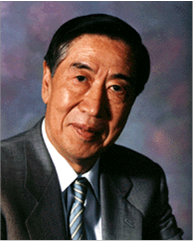
Taguchi Gen’ichi

Taguchi Gen’ichi (jap. 田口 玄一; * 1. Januar 1924 in Tōkamachi; † 2. Juni 2012) war ein japanischer Ingenieur, Statistiker und Experte für Qualitätsverbesserung. 
Aufgrund des immer härter werdenden Wettbewerbs bei der industriellen Fertigung wurde die Anwendung von statistischen Verfahren in der Qualitätssicherung und Qualitätstechnik immer bedeutsamer. Taguchi entwickelte ab Ende der 1940er Jahre die nach ihm benannte Taguchi-Methode zur statistischen Versuchsplanung, um Qualitätsverluste zu minimieren und die Produkte sowie Herstellungsprozesse robuster gegenüber Störeinflüssen zu gestalten. Letztendlich geht es bei seiner Methode darum, die Kosten zu minimieren, die ein Produkt verursacht – nicht nur dem Herstellerunternehmen selbst, sondern auch der Gesellschaft allgemein.  
Die von ihm entwickelte Qualitätsphilosophie findet breite Anwendung in der industriellen Praxis. Für seine Arbeiten bekam er 1995 die Shewhart Medal verliehen.